# Mikołaj z Przytyka Kochanowski
Mikołaj z Przytyka Kochanowski herbu Korwin – kasztelan zawichojski w latach 1648–1655, stolnik sandomierski w latach 1624–1647, sekretarz królewski.
W czasie elekcji 1632 roku został sędzią generalnego sądu kapturowego. Poseł na sejm zwyczajny 1635 roku.